# إليزبيث برايس
اليزبيث برايس فنانة بريطانية ولدت عام 1966 أسست مع مجموعة من الفنانين لموسيقى البوب المستقل فرقة أطلقوا عليها اسم ( تالولا غوش )

## نشأتها
ولدت في مدينة برادفورد في مقاطعة ويست يوركشاير ونشأت في مدينة لوتون ودرست بكلية روسكين للرسم والفنون الجميلة في جامعة أكسفورد.

## حصولها على جائزة تيرنر
في 3 ديسمبر 2012 تم منح جائزة تيرنر للفنون الجميلة للفنانة اليزبيث برايس عن عملها السينمائي القصير (جوقة وولوورث للعام 1979).